# Deyver Vega
Deyver Vega Álvarez, né le 19 septembre 1992 à Quesada au Costa Rica, est un footballeur international costaricien, qui joue au poste de milieu à Sandefjord Fotball.

## Biographie

### Carrière internationale
Il participe avec les sélections de jeunes à la Coupe du monde des moins de 17 ans 2009 organisée au Nigeria puis à la Coupe du monde des moins de 20 ans 2011 qui se déroule en Colombie. 
Il prend également part au championnat de la CONCACAF des moins de 20 ans en 2011, compétition lors de laquelle il inscrit un but contre la Guadeloupe. 
Deyver Vega est convoqué pour la première fois par le sélectionneur national Paulo Wanchope pour un match amical contre le Paraguay le 26 mars 2015. Il entre à la 82e minute à la place de Joel Campbell (0-0). 
Deyver Vega est ensuite appelé par le sélectionneur Paulo Wanchope dans le groupe costaricien pour disputer la Gold Cup 2015. 
Il compte six sélections et aucun but avec l'équipe du Costa Rica depuis 2015.

## Palmarès
- Avec le Deportivo Saprissa :
  - Champion du Costa Rica en C. 2014, A. 2014 C. 2015